# Gà cùng bánh bột nhân

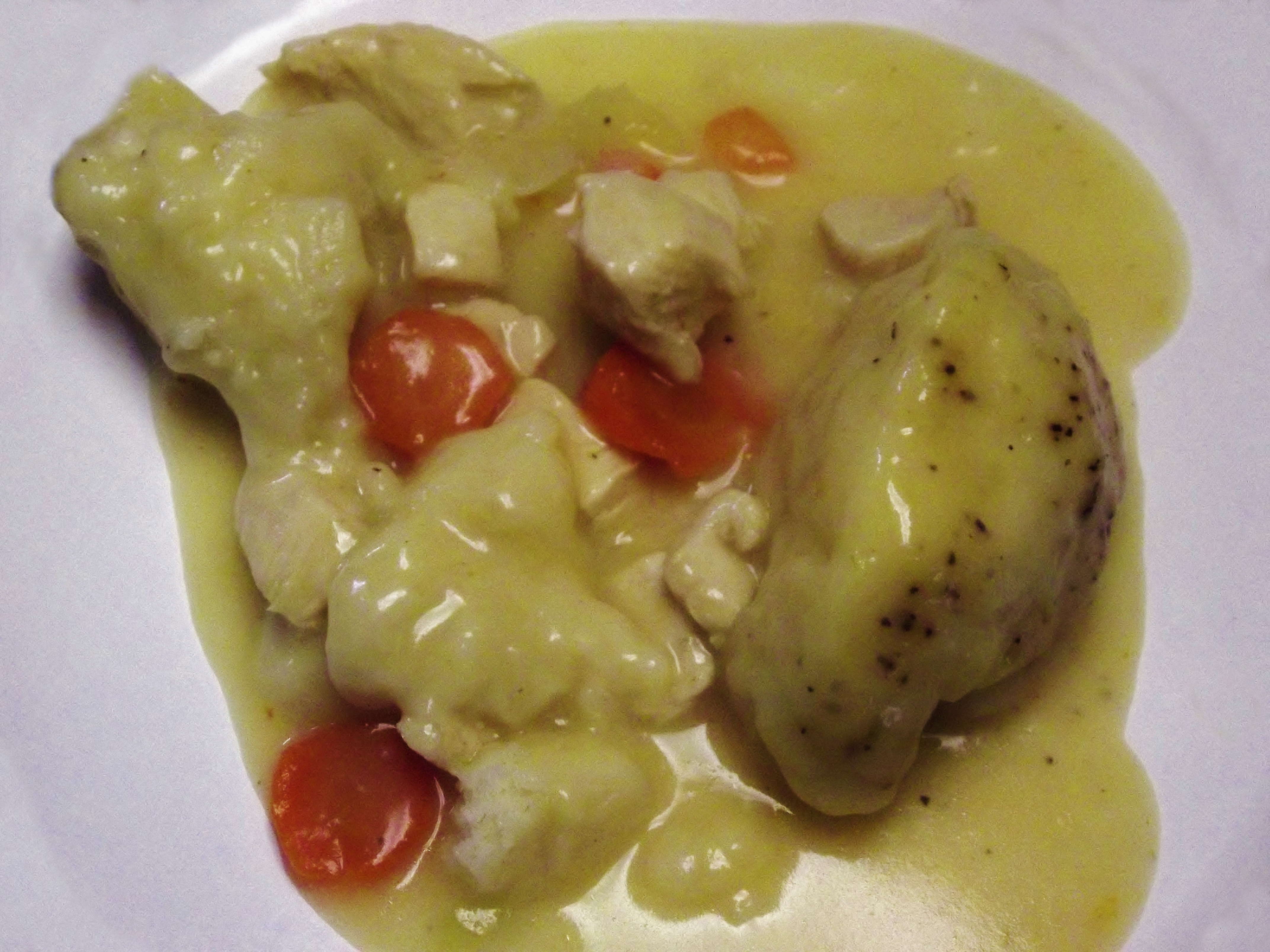
Gà cùng bánh bột nhân và rau củ

Gà cùng bánh bột nhân (tiếng Anh: chicken and dumpling) là một món súp bao gồm một con gà được nấu trong nước, sau đó nước luộc gà sẽ dùng để nấu bánh bột nhân bằng cách đun sôi. Bánh bột nhân — trong ngữ cảnh này — là một loại bột bánh quy, hỗn hợp của bột mì, shortening (mỡ pha làm xốp giòn bánh) và chất lỏng (nước, sữa, sữa lên men, hoặc nước dùng gà). Bánh bột nhân sẽ được cán phẳng, rồi nặn thành hình quả bóng.
Nó là một món ăn comfort food phổ biến, thường được tìm thấy ở miền Nam và Trung Tây Hoa Kỳ, ngoài ra nó cũng được cho là bữa ăn của người Canada gốc Pháp, xuất hiện trong thời kỳ Đại suy thoái. Một số thông tin cho rằng gà cùng bánh bột nhân có nguồn gốc từ miền Nam Hoa Kỳ trong thời kỳ tiền chiến và được coi là món chính trong thời buổi kinh tế khó khăn. Một trong những phiên bản đầu tiên của công thức này là bánh bột nhân bột ngô nấu với củ cải xanh. Gà cùng bánh bột nhân là một loại đồ ăn kết hợp giữa thịt gà ninh nhừ, nước cốt được lấy sau khi ninh gà, nấu chung với bánh bột nhân, còn muối và tiêu thì dùng làm gia vị. Đôi khi các loại rau củ thái nhỏ, chẳng hạn như cà rốt và cần tây, được thêm vào trong nước dùng, đồng thời các loại rau thơm như thì là, mùi tây, húng tây, hoặc hẹ thì được cho vào bột của bánh bột nhân.

## Chế biến
Có một số chế phẩm thương mại khác nhau của món thịt gà cùng bánh bột nhân, trong đó có các phiên bản đóng hộp và đông lạnh. Bánh bột nhân sống đông lạnh, thường được cán rất phẳng, dài khoảng 1x4 inch, có thể được nấu trong bất kỳ loại nước dùng nào. Độ đặc của món ăn được chế biến sẵn, dù là tự làm hay mua, đều có thể thay đổi, từ loãng đến sệt giống như thịt hầm, và có thể dễ dàng ăn bằng nĩa. Các chế phẩm đặc hơn được thực hiện bằng cách đun bánh bột nhân lâu ở nhiệt độ thấp hoặc thêm bột mì hoặc một chất làm đặc trực tiếp vào nước dùng. Bơ có thể được thêm vào trong công thức để món ăn phong phú hơn. Vì thịt gà sẽ trở nên khô và dai nếu luộc đủ lâu để nấu bánh bột nhân và làm nước dùng đặc, nên gà cùng với các bộ phận cơ thể sẽ được vớt ra khỏi nước dùng trước khi cho bánh bột nhân vào trong đó. Trong lúc bánh đang nấu, thì thịt được lóc khỏi xương. Khi bánh bột nhân đã chín, còn nước dùng đã nêm và đặc lại thì người nấu sẽ cho gà trở lại vào trong nước dùng. Món ăn sau đó đã sẵn sàng để thưởng thức, nhưng cũng có thể để ở nhiệt độ thấp để không làm chín gà.

## Biến tấu

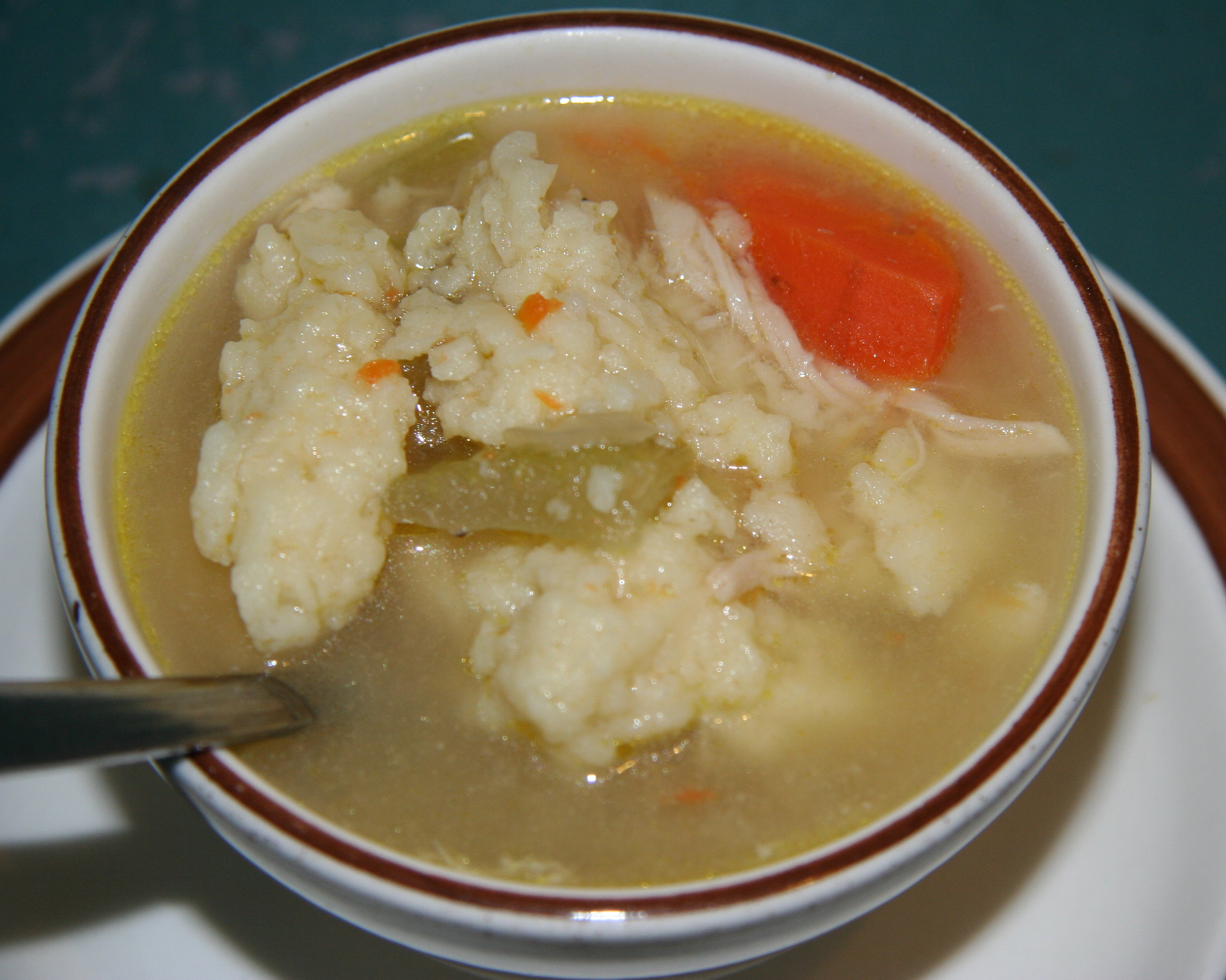
Gà cùng bánh bột nhân tại tiệm cà phê Nicollin ở Pine City, Minnesota.

Một biến thể được gọi là "gà và bánh ngọt" có sợi mì dẹt, rộng được làm từ bột bánh quy. Có một số công thức của món ăn, trong đó bánh bột nhân sẽ được nắn thành những viên bột nhỏ, thay vì cán thành hình dẹt. Ở vùng Appalachian thuộc Hoa Kỳ, chế phẩm này được gọi là gà cùng bánh lát. Một biến thể của Pennsylvania Dutch được gọi là bottom boi. Súp gà cùng bánh bột nhân là một biến thể khác nữa, nó rất phổ biến ở Trung Tây.

### Bott boi
Bottom boi của Pennsylvania Dutch là một món súp phổ biến ở miền trung và đông nam Pennsylvania, còn được gọi là gà cùng bánh bột nhân ở Nam Mỹ. Nó không có nét gì giống với một món nướng khác có tên là bánh nồi (ở Pennsylvania nó được gọi là "bánh thịt nướng"). Bottom boi bao gồm những miếng mì hình vuông cỡ lớn, còn những loại thịt như gà, giăm bông hay thịt bò thì ninh trong nước dùng. Các thành phần phổ biến khác bao gồm khoai tây, cà rốt hoặc cần tây.
Được tạo ra để tận dụng lại đồ ăn thừa, bánh nồi Pennsylvania Dutch được phát triển từ một loại bánh nướng phổ biến. Món mì đặc trưng của nó đã được thêm vào với vai trò là một món ăn chính trong khẩu phần ăn uống của người Anh và người Pennsylvania Dutch. Việc chế biến nó với số lượng lớn một cách dễ dàng đã khiến món ăn trở nên phổ biến đối với những người gây quỹ, xuất hiện trong các bữa ăn tối cộng đồng cùng với các thực phẩm khác.

### Chế biến
Bott boi là một loại súp có bột cắt thành hình vuông dày đun trong nước luộc gà (gà tây hoặc các loại gia cầm khác có thể thay thế cho gà). Có thể cho thêm khoai tây và các loại rau khác nhau, đồng thời nước dùng cũng có thể được nêm cùng với nghệ tây. Bột nhào đơn giản được làm từ bột mì và trứng, cộng thêm một ít nước hoặc sữa.

## Biến thể quốc tế
Mặc dù bánh bột nhân đã có từ nhiều đời nay, nhưng mỗi nền văn hóa lại có một công thức làm bánh riêng. Ngoài ra, có một số biến thể quốc tế khác của gà cùng bánh bột nhân. Ví dụ, Trung Quốc thì có hoành thánh, tương tự như món gà cùng bánh bột nhân như chúng ta biết ngày nay. Ngoài ra, một loại đồ ăn của người Iran-Do Thái, được gọi là gondi, bao gồm bánh bao nhân matzah, cũng phổ biến trong nền ẩm thực Trung Âu.
Kể từ khi bánh bột nhân được tạo ra, nhiều loại thịt khác nhau ngoài thịt gà đã được ăn chung với nó, chẳng hạn như thịt bò, thịt cừu và thịt lợn.